# CD6
CD6（cluster of differentiation 6，分化簇6）是一种细胞表面蛋白质，由人类基因 CD6 编码，主要在T淋巴细胞等免疫细胞上表达。